# Оллман, Дуэйн
Го́вард Дуэ́йн (Ска́йдог) О́ллман (англ. Howard Duane «Skydog» Allman; 20 ноября 1946, Нашвилл, США — 29 октября 1971, Мейкон, США) — американский гитарист, выступавший в составе группы The Allman Brothers Band, которую создал вместе со своим братом Греггом. Также известен как сессионный гитарист. Играл в основном на гитарах фирмы Gibson.
В 2003 году журнал Rolling Stone поставил его на второе место в своём списке 100 величайших гитаристов всех времён (в версии этого списка 2011 года он был девятым).

## Биография
Дуэйн Оллман родился 20 ноября 1946 года в столице штата Теннесси — городе Нашвилле, известном как столица музыки кантри. Обучался играть на гитаре самостоятельно — слушая Мадди Уотерса, Роберта Джонсона и других блюзовых музыкантов прошлых лет. Свой первый сингл «Spoonful» записал вместе с братом в 1966 году в составе группы The Allman Joys.
В 1969 году братьями Оллманами была сформирована команда The Allman Brothers Band, записавшая свой первый альбом на Capricorn Records. Пик же популярности гитариста пришёлся на 1970 год, когда Дуэйну довелось работать совместно с Эриком Клэптоном в группе Derek and the Dominos над альбомом «Layla and Other Assorted Love Songs».
Оллман погиб в возрасте 24 лет 29 октября 1971 года, разбившись на мотоцикле в Мэйконе. Панихида по Оллману состоялась в понедельник 1 ноября в мемориальной часовне Сноу в Мейконе, заполненной близкими и друзьями; его оплакивали многочисленные музыканты, с которыми была связана его жизнь.

## Личная жизнь
В браке с Донной Росс родилась дочь Галадриэль. В 2014 году Галадриэль Оллман опубликовала книгу о своем отце, матери, семье и культуре 1960-х годов под названием Please Be With Me: A Song for My Father.

## Дискография[9]
- Duane & Greg Allman — 1972 (& Greg Allman, записи 1968 года)
- Dialogs — 1972 (Interview & radio show 1970)
- Memorial Album — 1972 (сборник песен разных исполнителей с участием Д. Оллмана)
- An Anthology — 1972 (сборник песен разных исполнителей с участием Д. Оллмана)
- Early Allman Featuring Duane And Gregg Allman — 1973 (записи 1966 года с The Allman Joys)
- Gregg & Duane Allman — 1973 (записи братьев 1967—1968 гг. с группой Hour Glass)
- An Anthology Volume II — 1974 (сборник песен разных исполнителей с участием Д. Оллмана)
- The Best Of Duane Allman — 1979 (сборник с An Anthology и An Anthology Volume II)
- Great American Guitars — 1981 (& Mike Bloomfield, radio show with interviews and album tracks)
- Loan Me A Dime — The World Of Duane Allman — 1991 (сборник песен разных исполнителей с участием Д. Оллмана)
- Skydog: The Duane Allman Retrospective — 2013 (сборник на 7 СД)
- The New England Jam — 2015 (& Bob Weir & Jerry Garcia, WBCN radio broadcast, Boston, MA, 11-21-1970)
- The Boston Rag — 2015 (& Bob Weir & Jerry Garcia, Live Radio Sessions & Interview 1970)